# Cedr himálajský
 Cedr himálajský (Cedrus deodara) je jehličnatý strom z čeledi borovicovitých. V Indii má označení deodar, což je slovo pocházející ze sanskrtského výrazu devadāru, který znamená „strom bohů“ nebo "boží strom". Je národním stromem Pákistánu a posvátným stromem uctívaným v hinduismu.

## Rozšíření
Cedr himálajský roste v oblasti od západního Nepálu až k východnímu Afghánistánu, v nadmořské výšce 1200 až 3000 metrů. Prospívá mu mírné vlhké klima.

## Popis
Za optimálních podmínek dorůstá výšky přes 60 metrů. Jehlice jsou tmavě zelené, dlouhé 2,5 až 5 centimetrů, vyrůstající na krátkých brachyblastech v chomáčích po 20 až 30. Samčí fialové šištice jsou až 7 centimetrů dlouhé, samičí šištice jsou na konci zaoblené.
Od ostatních cedrů se odlišuje delšími jehlicemi a tím, že terminální výhon i konce bočních větví jsou zvláště u mladých stromů převislé.

## Využití
V Indii se dřevo cedru používá pro stavbu lodí a pro svůj vysoký obsah aromatických látek též v ajurvédské medicíně. Po celém světě je pěstován jako okrasný strom v mnoha kultivarech.